# Tweede Gelderse Successieoorlog
De Tweede Gelderse Successieoorlog was een successieoorlog die van 1423 tot 1448 woedde in het hertogdom Gelre.

## Ontstaan
Aanleiding was het overlijden van hertog Reinald IV van Gelre en Gulik, die geen wettige kinderen had. De steden en ridderschap van Gelre en Zutphen verkozen als hertog van Gelre de 13-jarige Arnold van Egmont, de kleinzoon van zijn zus Johanna van Gulik. Maar in Gulik werd Adolf van Berg, de kleinzoon van Reinalds oom Gerard van Berg, ingehuldigd als hertog van Gulik. Adolf maakte ook aanspraken op Gelre, terwijl Jan van Egmont, die namens zijn minderjarige zoon Arnold voorlopig als ruwaard het Gelderse bewind voerde, ook aanspraken maakte op Gulik.

## Verloop
Rooms-koning Sigismund beschouwde Gelre en Gulik als in 1423 terug aan het Rijk vervallen lenen, die tegen betaling van 14.000 gulden in 1424 werden aangeboden aan Arnold als nauwste verwant van Reinald IV. Arnold had echter moeite het geld bijeen te brengen en Sigismund deed het jaar daarop Adolf hetzelfde bod, die het aanvaardde. De Gelderse steden en ridders weigerden Adolf echter als hertog te erkennen, en nadat Adolf hierover bij de rooms-koning had geklaagd, werden Arnold en zijn onderzaten in 1430 bij Sigismund ontboden, maar omdat zij niet kwamen opdagen kreeg Arnold in 1431 de rijksban. Maar zelfs nadat in 1434 paus Eugenius IV, het concilie van Bazel en de inmiddels keizer geworden Sigismund hun steun hadden uitgesproken voor Adolf van Berg, bleef Arnold stug in het Gelderse zadel zitten en zijn aanspraken op Gulik volhouden, ondanks de vele geldproblemen en conflicten met de Staten die hem dit opleverde.

## Einde en nasleep
Adolf streed vergeefs tegen Arnold om het Gelderse deel van Reinalds erfenis op te eisen, tot hij in 1437 overleed. Gerard van Gulik-Berg volgde zijn oom op als Gulikse hertog en zette de oorlog tegen Gelre voort, en won zelfs de slag bij Linnich (3 november 1444), maar dit was onvoldoende. Ten slotte verkocht hij zijn aanspraken op Gelre aan de Bourgondische hertog Filips de Goede in 1448. Dit betekende het einde van de successieoorlog, al zou Filips de Goede enkele jaren later zijn aanspraken op Gelre doen gelden en het Arnold weer moeilijk maken. Hiermee werd ook de personele unie Gelre-Gulik van 1393 weer verbroken. Al zou Arnold zijn aanspraken op Gulik nooit opgeven, had hij niet de middelen om te trachten deze gewapenderhand op te eisen, zeker toen zijn zoon Adolf van Egmont en Filips de Goede in 1465 gemene zaak tegen hem maakten.